# خربة الكنيسة
خربة الكنيسة هي عبارة عن معبدين رومانيين جنوب ينطا، شمال راشيا، قضاء راشيا، محافظة البقاع في لبنان.

## وصف
يتم تضمين المعابد العليا والسفلى في مجموعة من آثار جبل الشيخ. تواجه الجهة الشرقية من المعبد السفلي مع قمة جبل الشيخ من الجنوب. يفترض أن خربة الكنيسة لها صلة بكلمة «إكيلازيا».

## وصلات خارجية
- صور المعابد الرومانية في منطقة راشيا على موقع الجامعة الأمريكية في بيروت.